# Georges Tiercy
Georges César Tiercy (Genebra, 9 de maio de 1886 – Genebra, 18 de outubro de 1955) foi um astrônomo suíço, sétimo diretor do Observatório de Genebra, de 1928 a 1956.
Tiercy foi palestrante convidado do Congresso Internacional de Matemáticos em Bolonha (1928) e em Zurique (1932).

## Publicações selecionadas
- «Sur les courbes orbiformes. Leur utilisation en mecánique». Tôhoku Mathematical Journal. 18: 90–115. 1920
- «Sur les surfaces sphériformes». Tôhoku Mathematical Journal. 19: 149–163. 1921
- Équilibre radiatif dans les étoiles. Publications of the Observatoire Genève, Series A. 27. [S.l.: s.n.] 1935. pp. 243–254. Bibcode:1935PGenA..27..243T
- «La théorie de la relativité dite générale et les observations astronomiques». Publications of the Observatoire Genève, Series A. 34: 455–492. 1939. Bibcode:1939PGenA..34..455T
- Le ciel et ses énigmes. [S.l.]: éditions du Mont-Blanc. 1944